# 宝福寺 (総社市)
宝福寺（ほうふくじ）は、岡山県総社市井尻野にある臨済宗東福寺派の寺院である。山号は井山（いやま）。本尊は虚空蔵菩薩。宝福禅寺とも呼ばれる。
室町時代の画僧雪舟が修行したことで有名な寺院である。

## 歴史
創建の年代は不明であるが天台宗の僧・日輪によって開かれたとされ、元来は天台宗の寺院であった。鎌倉時代の貞永元年（1232年）に備中国真壁（現在の総社市真壁）出身の禅僧・鈍庵慧總によって禅寺に改められた。
当時の天皇であった四条天皇は病気となっていた。鈍庵が天皇の病気平癒のために祈祷を行ったところ、壇前に客星が落ち、天皇の病気は平癒したという。星が落ちた場所に井戸を掘り「千尺井」と名付けた。これが山号「井山」の由来となった。その後、寺院は天皇の勅願寺となり発展した。一時は塔頭・学院55、末寺300寺を数えるほどの巨刹となり隆盛を誇った。
戦国時代に起こった備中兵乱では地元の戦国大名三村氏に味方し、天正3年（1575年）に三重塔を残し伽藍のことごとくを戦火により失った。その後、江戸時代に至るまでの間は荒廃していたが、江戸時代初期に復興され、再び山門・仏殿・方丈・庫裏・禅堂・鐘楼・経蔵の禅宗様式七堂伽藍を備える本格的な禅寺となった。本堂にあたる仏殿は享保20年（1735年）に再建されている。

## 境内
秋は紅葉の名所として有名である。
政治家の橋本龍伍（文部大臣、厚生大臣などを歴任）、龍太郎（第82代・第83代内閣総理大臣）父子の墓がある。

## 雪舟の鼠
室町時代、備中国赤浜（現在の総社市赤浜）に生まれた雪舟は、少年時代ここで修行を行った。幼少より絵が上手であった雪舟のエピソードとして鼠の絵の話が残されている。
絵を描くことが好きであった雪舟少年は、修行もそこそこに絵ばかり描いていた。修行に身を入れさせようと、禅師は雪舟を柱に縛り付けて反省を促した。夕刻、様子を見に来た禅師は逃げようとする1匹の鼠を見つけ、捕まえようとしたが動かなかった。よく見るとそれは、雪舟が流した涙を足の親指で描いたものであったという。それ以来、禅師は雪舟の絵をとがめなくなったといわれている。
現在この時の床板は、取り外されている。

## 文化財

### 重要文化財（国指定）
- 三重塔
総高18.47m。寺伝によれば弘長2年（1262年）鎌倉幕府の執権・北条時頼が寄進して建立したといわれていた。しかし、昭和42年（1967年）に行った解体修理の際、永和2年（1376年）の墨書銘が発見され、実際にはもう少し時代が下った南北朝時代の建築であることが確認された。岡山県下では2番目に古い三重塔である。昭和2年（1927年）4月25日指定。附（つけたり）指定の銘札は昭和45年（1970年）6月17日追加指定。
- 絹本著色地蔵菩薩像
- 絹本著色十王像

### 登録有形文化財[1]
- 方丈
- 方丈土塀
- 玄関及び食堂
- 庫裏
- 宝蔵
- 中井戸
- 典座井戸
- 千尺井
- 仏殿
- 経蔵
- 鐘楼
- 書院
- 禅堂
- 山門
- 山門石垣及び土塀
- 獨木橋
- 開山堂
- 開山堂表門
- 開山堂石垣及び土塀
- 秋葉宮本殿
- 秋葉宮拝殿及び渡殿
- 秋葉宮五社明神宮
- 秋葉宮手水舎
- 秋葉宮石垣及び玉垣

以上、平成21年（2009年）1月8日および同年4月28日登録。各建物は江戸時代中期から明治時代にかけての建立である。

### 岡山県指定重要文化財
梵鐘
応仁2年（1468年）鋳造。昭和34年（1959年）3月27日指定。
寳福寺文書
南北朝時代の宝福寺・塔頭の規定、南北朝時代の禅僧・無夢一清の遺墨、江戸時代前期の修理勧進文など寺院に伝わる文書。平成23年（2011年）3月4日指定。

## アクセス
所在地：岡山県総社市井尻野1968
- 列車：JR総社駅よりタクシーで約8分
- バス：総社駅より中鉄総社バス・神原線で8分、湛井(たたい)バス停から徒歩約15分。ただし、この便は運行本数が少ないため(平日で３往復、休日で２往復)、利用時は注意が必要。
- また、東総社駅より備北バス・地頭～岡山天満屋線で10分、湛井(たたい)バス停下車の路線もあるが、この便も運行本数が少ない(平日で３往復、休日で４往復)。
- 車：岡山自動車道岡山総社IC下車、国道180号高梁方面へ約10分